# Wioślarstwo na Letnich Igrzyskach Olimpijskich 1984
Wioślarstwo na Letnich Igrzyskach Olimpijskich 1984 w Los Angeles rozgrywane było w dniach 30 lipca – 5 sierpnia. Zawody odbyły się w Los Angeles. W zawodach wioślarskich wzięło udział 447 zawodników z 30 krajów. Rozegrano 14 konkurencji – 8 męskich i 6 żeńskich. Kobiety rywalizowały na dystansie 1000 metrów.

## Konkurencje
| Konkurencja                    | Mężczyźni | Kobiety |
| ------------------------------ | --------- | ------- |
| jedynka                        | M1x       | W1x     |
| dwójka podwójna                | M2x       | W2x     |
| dwójka bez sternika            | M2-       | W2-     |
| dwójka ze sternikiem           | M2+       | –       |
| czwórka podwójna               | M4x       | –       |
| czwórka bez sternika           | M4-       | –       |
| czwórka ze sternikiem          | M4+       | W4+     |
| czwórka podwójna ze sternikiem | –         | W4x+    |
| ósemka ze sternikiem           | M8+       | W8+     |

## Medaliści

### Kobiety
| Konkurencja                    | Złoto | Rezultat | Srebro | Rezultat | Brąz | Rezultat |
| Jedynka                        | Rumunia · Valeria Răcilă | 3.40,68  | Stany Zjednoczone · Carlie Geer | 3.43,89  | Belgia · Ann Haesebrouck | 3.45,72  |
| Dwójka podwójna                | Rumunia · Marioara Popescu · Elisabeta Oleniuc | 3.26,75  | Holandia · Greet Hellemans · Nicolette Hellemans | 3.29,13  | Kanada · Danièle Laumann · Silken Laumann | 3.29,82  |
| Dwójka bez sternika            | Rumunia · Rodica Arba · Elena Horvat | 3.32,60  | Kanada · Betty Craig · Tricia Smith | 3.36,06  | RFN · Ellen Becker · Iris Völkner | 3.40,50  |
| Czwórka ze sternikiem          | Rumunia · Florica Lavric · Maria Tănasă-Fricioiu · Chira Apostol · Olga Homeghi-Bularda · Viorica Ioja                                                                 | 3.19,30  | Kanada · Marilyn Brain · Angela Schneider · Barbara Armbrust · Jane Tregunno · Lesley Thompson                                                                    | 3.21,55  | Australia · Robyn Grey-Gardner · Karen Brancourt · Susan Chapman · Margot Foster · Susan Lee | 3.23,29  |
| Czwórka podwójna ze sternikiem | Rumunia · Maricica Țăran · Anișoara Sorohan · Ioana Badea · Sofia Corban · Ecaterina Oancia                                                                            | 3.14,11  | Stany Zjednoczone · Anne Marden · Lisa Rohde · Joan Lind · Ginny Gilder · Kelly Rickon                                                                            | 3.15,57  | Dania · Hanne Eriksen · Birgitte Hanel · Lotte Koefoed · Bodil Steen Rasmussen · Jette Hejli Sørensen                                                                                           | 3.16,02  |
| Ósemka                         | Stany Zjednoczone · Jeanne Flanagan · Holly Metcalf · Carol Bower · Carie Graves · Shyril O’Steen · Kristine Norelius · Kristen Thorsness · Kathy Keeler · Betsy Beard | 2.59,80  | Rumunia · Doina Șnep-Bălan · Mărioara Trașcă · Aurora Pleșca · Aneta Mihaly · Adriana Bazon · Mihaela Armășescu · Camelia Diaconescu · Lucia Sauca · Viorica Ioja | 3.00,87  | Holandia · Nicolette Hellemans · Lynda Cornet · Harriet van Ettekoven · Greet Hellemans · Marieke van Drogenbroek · Anne-Marie Quist · Catalien Neelissen · Wiljon Vaandrager · Marty Laurijsen | 3.02,92  |

### Mężczyźni
| Konkurencja           | Złoto | Rezultat | Srebro | Rezultat | Brąz | Rezultat |
| Jedynka               | Finlandia · Pertti Karppinen | 7.00,24  | RFN Peter-Michael Kolbe | 7.02,19  | Kanada · Robert Mills | 7.10,38  |
| Dwójka podwójna       | Stany Zjednoczone · Bradley Lewis · Paul Enquist                                                                                      | 6.36,87  | Belgia · Pierre-Marie Deloof · Dirk Crois | 6.38,19  | Jugosławia Zoran Pančić Milorad Stanulov | 6.39,59  |
| Dwójka bez sternika   | Rumunia · Petru Iosub · Valer Toma | 6.45,39  | Hiszpania · Fernando Climent · Luis Lasúrtegui | 6.48,47  | Norwegia · Hans Magnus Grepperud · Sverre Løken                                                                                                 | 6.51,81  |
| Dwójka ze sternikiem  | Włochy · Carmine Abbagnale · Giuseppe Abbagnale · Giuseppe Di Capua                                                                   | 7.05,99  | Rumunia · Dimitrie Popescu · Vasile Tomoiagă · Dumitru Răducanu | 7.11,21  | Stany Zjednoczone · Kevin Still · Robert Espeseth · Doug Herland                                                                                | 7.12,81  |
| Czwórka bez sternika  | Nowa Zelandia · Les O’Connell · Shane O’Brien · Conrad Robertson · Keith Trask                                                        | 6.03,48  | Stany Zjednoczone · David Clark · Jonathan Smith · Phillip Stekl · Alan Forney                                                                                                | 6.06,10  | Dania · Michael Jessen · Lars Nielsen · Per Rasmussen · Erik Christiansen                                                                       | 6.07,72  |
| Czwórka podwójna      | RFN Albert Hedderich Raimund Hörmann Dieter Wiedenmann Michael Dürsch                                                                 | 5.57,55  | Australia · Paul Reedy · Gary Gullock · Tim McLaren · Tony Lovrich | 5.57,98  | Kanada · Doug Hamilton · Mike Hughes · Phil Monckton · Bruce Ford                                                                               | 5.59,07  |
| Czwórka ze sternikiem | Wielka Brytania · Martin Cross · Richard Budgett · Andy Holmes · Steve Redgrave · Adrian Ellison                                      | 6.18,64  | Stany Zjednoczone · Thomas Kiefer · Gregory Springer · Michael Bach · Edward Ives · John Stillings                                                                            | 6.20.28  | Nowa Zelandia · Kevin Lawton · Don Symon · Barrie Mabbott · Ross Tong · Brett Hollister                                                         | 6.23,68  |
| Ósemka                | Kanada · Pat Turner · Kevin Neufeld · Mark Evans · Grant Main · Paul Steele · Mike Evans · Dean Crawford · Blair Horn · Brian McMahon | 5.41,32  | Stany Zjednoczone · Chip Lubsen · Andrew Sudduth · John Terwilliger · Christopher Penny · Tom Darling · Fred Borchelt · Charles Clapp, III · Bruce Ibbetson · Bob Jaugstetter | 5.41,74  | Australia · Craig Muller · Clyde Hefer · Sam Patten · Tim Willoughby · Ian Edmunds · Jim Battersby · Ion Popa · Stephen Evans · Gavin Thredgold | 5.43,40  |

## Występy Polaków
Polska podobnie jak inne kraje komunistyczne zbojkotowała Igrzyska Olimpijskie.

## Kraje uczestniczące
W zawodach wzięło udział 447 wioślarzy z 30 krajów:
| - Argentyna (7) - Australia (25) - Austria (6) - Belgia (6) - Brazylia (10) - Chile (9) - Chiny (9) - Dania (10) - Finlandia (3) - Francja (23) | - Grecja (1) - Gwatemala (1) - Hiszpania (10) - Holandia (17) - Japonia (6) - Jugosławia (5) - Kanada (54) - Korea Południowa (5) - Meksyk (3) - Norwegia (12) | - Nowa Zelandia (22) - Peru (3) - Portoryko (1) - RFN (36) - Rumunia (28) - Stany Zjednoczone (54) - Szwajcaria (9) - Szwecja (8) - Wielka Brytania (42) - Włochy (22) |

## Klasyfikacja medalowa
| Lp. | Państwo           |   |   |   | Razem |
| --- | ----------------- | - | - | - | ----- |
| 1.  | Rumunia           | 6 | 2 | – | 8     |
| 2.  | Stany Zjednoczone | 2 | 5 | 1 | 8     |
| 3.  | Kanada            | 1 | 2 | 3 | 6     |
| 4.  | RFN               | 1 | 1 | 1 | 3     |
| 5.  | Nowa Zelandia     | 1 | – | 1 | 2     |
| 6.  | Wielka Brytania   | 1 | – | – | 1     |
| 6.  | Finlandia         | 1 | – | – | 1     |
| 6.  | Włochy            | 1 | – | – | 1     |
| 9.  | Australia         | – | 1 | 2 | 3     |
| 10. | Holandia          | – | 1 | 1 | 2     |
| 10. | Belgia            | – | 1 | 1 | 2     |
| 12. | Hiszpania         | – | 1 | – | 1     |
| 13. | Dania             | – | – | 2 | 2     |
| 14. | Jugosławia        | – | – | 1 | 1     |
| 14. | Norwegia          | – | – | 1 | 1     |